# Baranoa
Baranoa es un municipio de Colombia, ubicado en el departamento del Atlántico. Limita al norte con los municipios de Galapa y Tubará; al sur, con el municipio de Sabanalarga; al oriente con los de Polonuevo y Malambo y al occidente con los de Juan de Acosta y Usiacurí.
Su ubicación ha geográfica ha llevado a que, históricamente, le acuñen el nombre de "El corazón alegre del Atlántico", ya que se encuentra ubicado casi exactamente en el centro del departamento. Además, está cerca de importantes centros de desarrollo económico e industrial como el Área metropolitana de Barranquilla, una de las conurbaciones más grandes de la Región Caribe y del país.

## Historia
Baranoa tiene origen indígena, siendo inicialmente un asentamiento de tribus arawak-caribes a orillas del actual arroyo Grande. Durante la época de la conquista fue refundada por los españoles bajo el nombre de Santa Ana de Baranoa, con este nombre puede ser localizado en cédulas de la corona en el Museo Nacional de Colombia.
El origen del nombre Baranoa ha sido objeto de diversas hipótesis. La primera, y la más generalizada en el vulgo, es que el nombre proviene de un mítico cacique indígena. Sin embargo, estudios posteriores, como el de Alberto Sarmiento en su libro "Baranoa Indígena", exponen que el nombre puede ser una transliteración de la palabra arawak Paranawa que significa algo así como "los que viven detrás de los que no comen", siendo esto ligado al corregimiento Pital, famoso en alguna época por los tejidos de palma.
Otra teoría acerca del origen del nombre de este municipio, es que proviene de un árbol llamado baranoa, abundante a las orillas de Arroyo Grande (Cuenca). Esta es otra de las posibilidades más consideradas.
La aldea fue visitada en 1534 por Pedro de Heredia y elevada a la categoría de municipio el 23 de octubre de 1856.

## División político-administrativa
Aparte de su cabecera municipal, Baranoa tiene bajo su jurisdicción los siguientes centros poblados:
- Campeche
- Pital de Megua
- Sibarco

## Geografía
Es un municipio sin playas ni puertos. La topología del terreno es muy plana, lo que quiere decir que es relativamente caliente, su terreno plano ayuda y es muy importante para la agricultura. Presentando áreas de mayor relieve hacia el occidente y noroccidente que pertenecen al Sistema Montañoso Atlántico-Bolivarense, al que pertenece el colinado corregimiento Sibarco, en su estrecha vecindad con el municipio de Tubará.

## Economía
Baranoa fue una potencia agrícola y ganadera, si bien en la actualidad su economía se ha centrado en los sectores secundario y terciario. Hoy la actividad comercial se levanta quizás como la mayor generadora de ingresos y oportunidades laborales, siendo el sector de las confecciones de ropa el de mayor impulso.
No obstante, hasta la década de 1960 un gran porcentaje de la población del municipio eran campesinos que trabajaban de manera artesanal,[cita requerida] la mayoría cultivaban yuca, maíz, guandul, patilla, millo, ahuyama, y zaragoza o alubias. Con alguna producción de vacas lecheras y toros, que son utilizados para el consumo humano. El sector rural presenta la presencia numerosos núcleos parceleros, que la consolidan como un municipio de fuerte presencia del minifundio, algunos con origen en el Sistema Nacional de Reforma Agraria. Expectiva de desarrollo que bien podría fortalecerse toda vez que la cabecera municipal se encuentra a solo veinte minutos de la Gran Central de Abastos del Caribe localizada en la Sexta entrada de Barranquilla.[cita requerida]
En la avicultura, otro sector económico importante, lo principal son los pollos y la producción de huevos de gallina; 21 millones de pollos son comercializados anualmente. Además de participar en el mercado interno, hay exportaciones a Panamá, las Antillas y Venezuela, entre otros.
En cuanto a los huevos de gallina se calculan 7 millones de huevos comercializados anuales.[cita requerida]

## Turismo
Parque Espejo de Agua
Cuenta con lago, canchas de voleibol y microfútbol, teatrino y zonas de juegos para niños, además de tener zonas para niños tiene espacios para hacer ejercicio.
Corredor del Chicharrón
Ventas de cerdo que están ubicadas sobre la vía la Cordialidad.

## Cultura

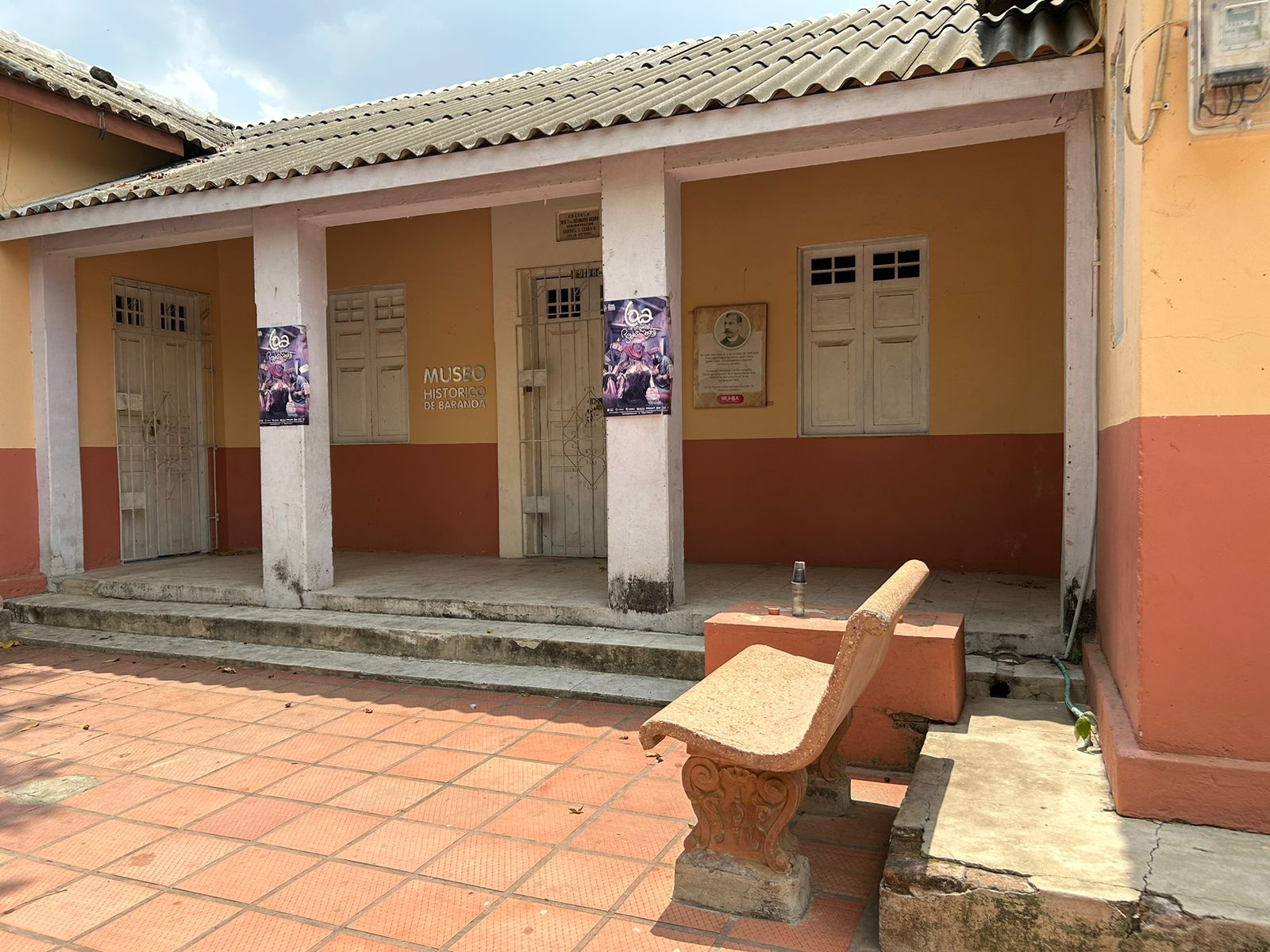
Museo Histórico de Baranoa - Muhba

### Museo Histórico de Baranoa
Compuesto por tres salas: 
- Baranoa Indígena
- Juan José Nieto
- Loa de Baranoa.

### Casa Museo "Figurita"

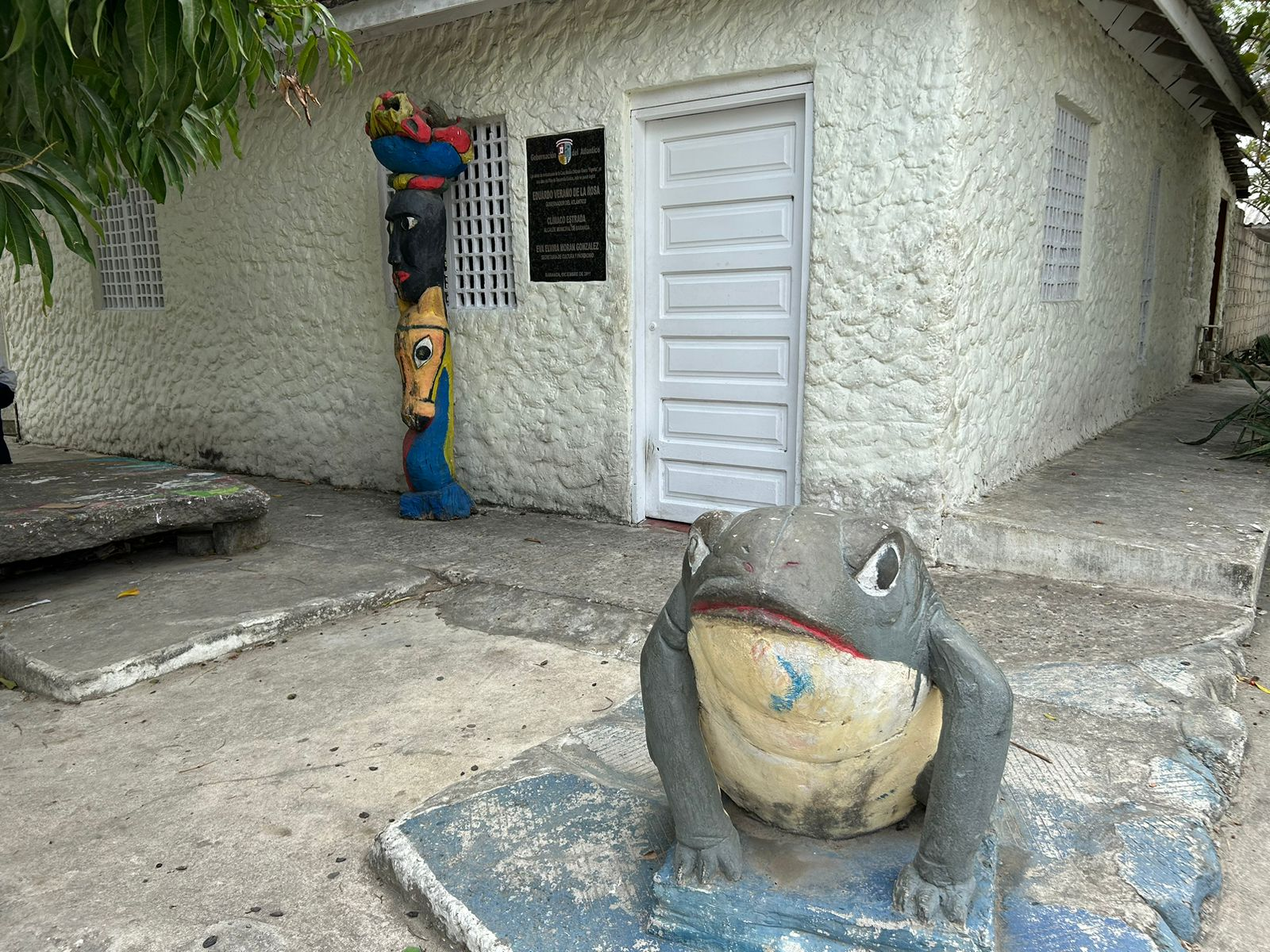
Museo Figurita

Dedicado a la memoria histórica y cultural del pintor Orlando Rivera "Figurita" y el Grupo de Barranquilla.
Algunas de sus festividades son:
- Carnaval del Recuerdo.[8]
- Fiestas patronales de Santa Ana.[8]
- Loa de los Santos Reyes Magos, acto dramático con raíces medievales, cuyos orígenes no están claros, aunque es generalizada la creencia que su representación se remonta a más de 200 años. Representa la visita de los Reyes Magos (Baltazar, Melchor y Gaspar) al niño Jesús recién nacido. 6 de enero.[9]
- Festival de la Ciruela en Campeche (marzo).
- Festival del Guandú y el bollo de yuca en Sibarco (enero).
- Festival del Pastel en Pital de Megua (finales de junio).

También existe un festival vallenato que se organiza desde el año 2010 haciendo homenaje a distintos personajes representativos de este folclore de ese municipio y es uno de los festivales más representativos de este género a nivel departamental.  
La Banda de Música Departamental de Baranoa, creada en 1995 y formada por 250 niños y jóvenes, ejecuta música y danza popular y folclórica y ha participado en cinco oportunidades en el Festival Iberoamericano de Teatro de Bogotá, siendo su última participación en 2006.

### Loa de los Santos Reyes Magos
La Loa de los Santos Reyes Magos es una puesta en escena en vivo, con más de 40 actores espontáneos propios del municipio de Baranoa, que cuenta la llegada de los Reyes Magos al portal de Belén y su paso inesperado por el palacio de Herodes el Grande, quien al final es consumido por su propia locura por el no regreso de los Reyes Magos y llevado en brazos del mismo demonio.

## Personas destacadas

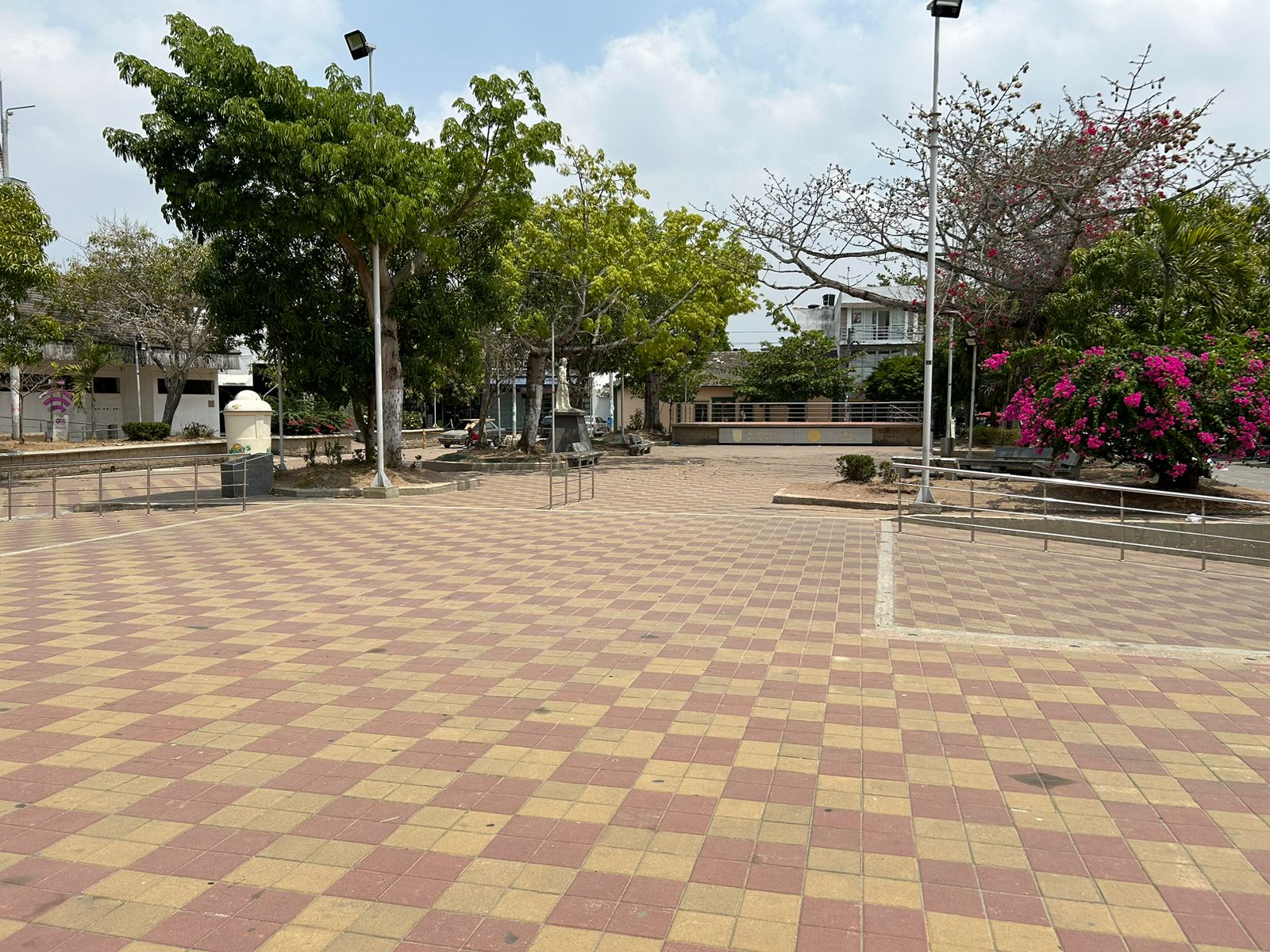
Plaza de Baranoa

Juan José Nieto (1805-1866). Primer presidente de raza negra que tuvo Colombia. Fue presidente de la Confederación Granadina en 1861. General, político e historiador oriundo de Sibarco, hoy corregimiento del municipio de Baranoa en el departamento del Atlántico. Autor de la "Geografía de la provincia de Cartagena". Primero en plantear el poblamiento de Barranquilla anterior a Heredia, no por colonos galaperos. 

## Símbolos
La bandera de Baranoa fue diseñada por Venancio García Solís en 1993. 
El diseño del Escudo de Baranoa fue realizado por el pintor Constantino Gutiérrez Gallardo. Un estudio histórico cultural permitió integrar el pasado histórico local a aspectos simbólicos de carácter universal.
La letra del himno de Baranoa fue escrita por el escritor y poeta baranoero Manuel Patrocinio Algarín.

## Servicios públicos
- Energía Eléctrica: Air-e, del grupo EPM, es la empresa prestadora del servicio de energía eléctrica.
- Gas Natural: Gases del Caribe es la empresa distribuidora y comercializadora de gas natural en el municipio.
- Agua y Alcantarillado: Triple A es la empresa prestadora del servicio de agua y alcantarillado.